# The Fastbacks
The Fastbacks fue una banda nacida en Seattle, fundada por tres amigos que se conocieron cuando iban a la escuela en 1979: Kurt Bloch, Kim Warnick y Lulu Gargiulo. Se disolvieron en 2002. Su sonido mezcló el punk rock con una tendencia a las voces y sonidos suaves pero manteniendo la fuerza musical propia del género.

## Historia

### Inicios
Kurt y Kim empezaron a tocar la guitarra cuando iban al instituto mientras que Lulu tomó clases de guitarra clásica a los siete años pero nunca llegó a tocar rock hasta formar la banda. Los tres sentían una gran admiración por la banda de rock Queen y por la banda de punk los Ramones. Lulu Gargiulo empezó a tocar rock con su guitarra, Kurt Bloch la batería, Kim Warnick el bajo, y como vocalista tenían a una amiga suya: Shannon Wood. Fastbacks empezaron a practicar a finales de 1979 y dieron un concierto en febrero del año siguiente. Poco después Shannon Wood dejó el grupo, así que Kim se hizo cargo del papel de cantante, y Kurt Bloch abandonó la batería para empezar a tocar como guitarra principal de forma temporal, pero acabó siendo el guitarrista principal del grupo durante los siguientes 20 años.
A partir de ese momento, la banda contrató un gran número de baterías, entre ellos Duff McKagan, quien dejó la banda después de un año para acabar en Guns N' Roses. En abril de 1981 la banda estrenó su primer sencillo, "It's Your Birthday"/"You Can't Be Happy," el cual asentó su estilo musical.
Durante la siguiente década el grupo disfrutó de un gran reconocimiento local, ofreciendo varios conciertos en Seattle e incluso siendo teloneros para bandas como los Ramones, Public Image Limited y John Cale. Como la mayoría de las bandas nacidas en Seattle durante la época, su popularidad no caló fuera del Pacífico noroeste. Aún sin separarse, el grupo poco a poco fue limitando su agenda, hasta que en 1987, lanzaron su primer álbum, ...And His Orchestra. Poco después Bloch colaboró con Young Fresh Fellows como guitarrista en 1989 y empezó a producir con otras bandas, mientras que Warnick entró a trabajar en las oficinas de Sub Pop y Gargiulo inició su carrera en cine.

### Éxito
Cuando Seattle se convirtió en el centro del movimientro grunge en 1992 gracias al lanzamiento de Nevermind de  Nirvana, el grupo empezó a despertar a nivel nacional. Sub Pop puso a la venta una colección de los sencillos de the Fastbacks: The Question Is No el cual se convirtió en el primer éxito de la banda; mientras que las ventas no eran muy numerosas, la prensa si que tomaba interés. Se publicaron tres álbuimes más bajo al discográfica Sub Pop, y con Answer the Phone Dummy el grupo tuvo la oportunidad de grabar su primer álbum de estudio.
Más importante que esta grabación fue el hecho de que algunos de sus fanes se convirtieran en estrellas de rock. La gran recompensa fue cuando Eddie Vedder invitó a la banda a inaugurar tres "West Coast Arena Show" para Pearl Jam en 1995, y resultó con 28 actuaciones con fechas tanto en América como en Europa durante el año siguiente.

### Disolución
Estas actuaciones no impulsaron the Fastbacks a la fama, así que continuaron programándose ellos mismos, hasta que en 2002, Kim Warnick, para la sorpreasa de sus dos compañeros, dejó la banda argumentando que "Aun cuando las letras de las canciones significan mucho para mí, acabo cansada de tener que ser una cantante en una banda de rock".
Una colección de singles y canciones inéditas vieron la luz en marzo de 2004 con Truth, Corrosion and Sour Bisquits bajo el sello de Book Records. El álbum captura la esencia de la banda y toda su energía demostrando que the Fastbacks siempre mantuvieron el mismo entusiasmo y frescura de sus inicios.

## Discografía[1]
| Álbum                                                                 | Año  | Discográfica     |
| --------------------------------------------------------------------- | ---- | ---------------- |
| Fastbacks Play Five Of Their Favorites                                | 1982 | No Threes        |
| Every Day is Saturday                                                 | 1984 | No Threes        |
| ...And His Orchestra                                                  | 1987 | Popllama Records |
| Very, Very Powerful Motor                                             | 1990 | Sub Pop          |
| Bike-Toy-Clock-Gift                                                   | 1990 | Lucky            |
| In America                                                            | 1991 | Lost And Found   |
| They Don't Care                                                       | 1992 | Popllama Records |
| The Question Is No                                                    | 1992 | Sub Pop          |
| Gone to the Moon                                                      | 1993 | Sub Pop          |
| Zucker                                                                | 1993 | Sub Pop          |
| Answer the Phone Dummy                                                | 1994 | Sub Pop          |
| Alone in a Furniture Warehouse Scaring You Away Like a Hotel Mattress | 1996 | Birdcage Records |
| New Mansions in Sound                                                 | 1996 | Sub Pop          |
| Here They Are: Fastbacks Live at Crocodile Cafe                       | 1996 | Lance Rock       |
| Win Lose or Both                                                      | 1998 | Popllama Records |
| The Day That Didn't Exist                                             | 1999 | SpinART Records  |
| Truth, Corrosion and Sour Bisquits                                    | 2004 | Book Records     |